# Editio princeps

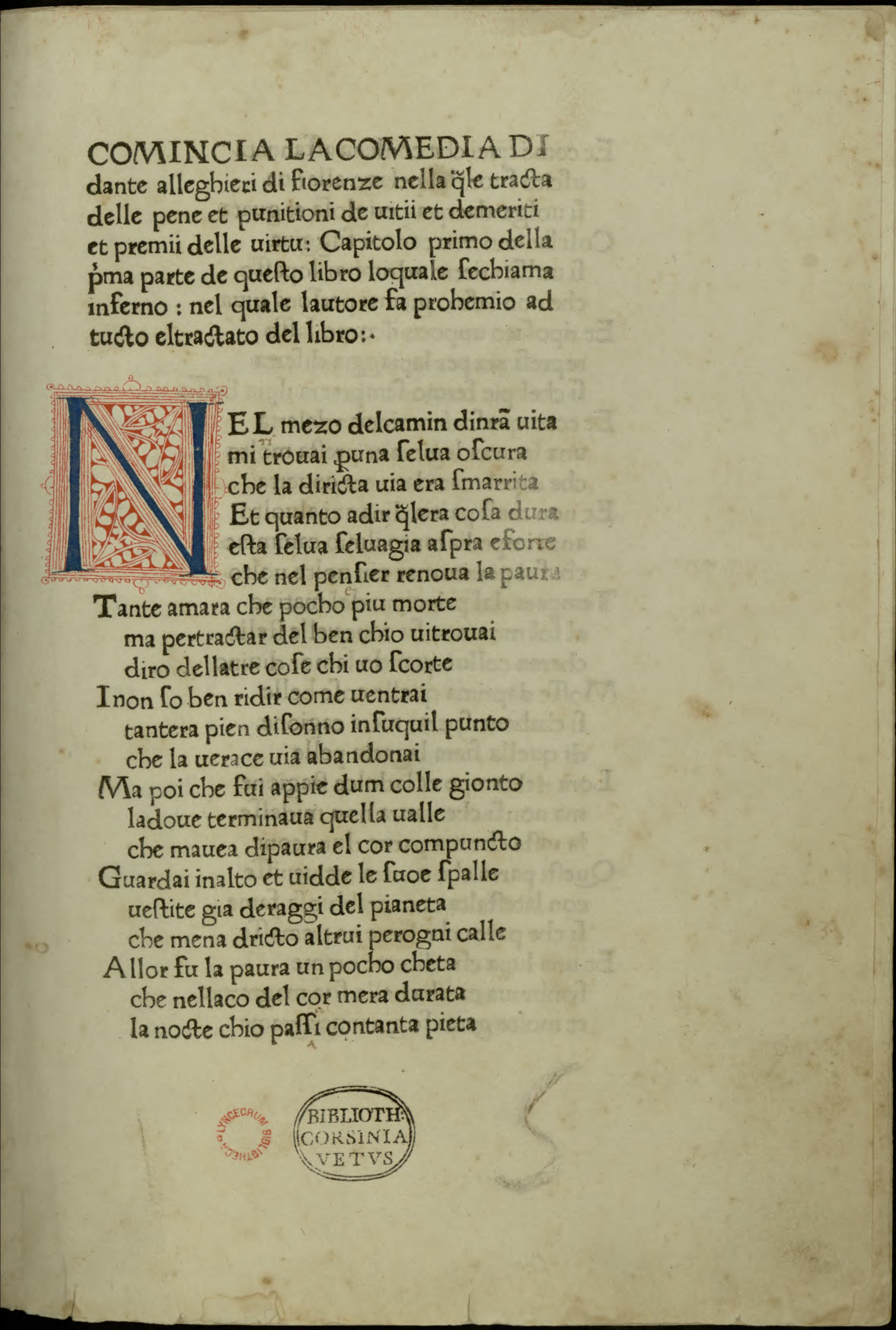
Frontespizio dell'editio princeps della Divina Commedia (Foligno 11 aprile 1472).

La editio princeps (dal latino; plurale editiones principes) è la prima edizione a stampa di un'opera apparsa precedentemente all'invenzione della stampa e tramandata manoscritta sino ad allora. L'opera è stampata nella stessa lingua in cui fu originariamente scritta dal suo autore e pertanto l'editio princeps non è mai una traduzione.
L'espressione è usata per i testi dell'antichità e del Medioevo e soprattutto per le opere latine e greche, ma, con lo stesso criterio appena enunciato, vale anche per le opere italiane (e di altre lingue) tramandate manoscritte sino all'invenzione della stampa. Perciò si parla correttamente di editio princeps della Divina Commedia di Dante Alighieri, mentre non è corretto parlare di editio princeps de I promessi sposi di Alessandro Manzoni.
Molte editiones principes furono curate da grandi umanisti, come Demetrio Calcondila, Andrea Giovanni Lascaris, Marco Musuro, Marsilio Ficino, Beato Renano e tanti altri. Talvolta fanno riferimento ad esse le suddivisioni in capitoli e paragrafi che troviamo comunemente riportate nelle edizioni attuali.
A partire dalla fine dell'Ottocento, alcuni ritrovamenti papiracei avvenuti in Egitto, soprattutto dei papiri di Ossirinco, hanno permesso di pubblicare opere altrimenti perdute di autori greci come Bacchilide, Eroda e Menandro: tali edizioni sono a tutti gli effetti editiones principes. Lo stesso discorso va fatto per i papiri di Ercolano, il cui svolgimento sta riportando alla luce opere filosofiche epicuree.

## Importanza
L'editio princeps è sempre imprescindibile per l'edizione critica di un testo, anche se non è necessariamente la redazione più attendibile di quel testo, per vari motivi. In particolare, se il testo ha una lunga tradizione di redazioni manoscritte, è possibile (e piuttosto probabile) che la prima redazione a stampa sia stata realizzata senza un accurato confronto delle fonti. Altri due motivi possono essere indicati nella fretta di pubblicare e diffondere i testi con il nuovo sistema di produzione appena inventato (la stampa a caratteri mobili) e nella gara fra i tipografi per essere i primi a stampare questo o quel classico. Infine, nessun'opera a stampa, come qualunque altra realizzazione umana, è esente da errori. 
Molte editiones principes attestano un testimone della tradizione poi andato perduto. Manca per le vicissitudini del tempo, o perché l'hanno rovinato i tipografi nell'uso o è stato deliberatamente distrutto da essi dopo la prima stampa, divenuto inutile ai loro occhi. In qualche caso, addirittura, l'editio princeps fu redatta sull'unico testimone esistente poi scomparso: in questo caso ha il massimo valore che un'edizione può avere.
Qui di seguito appare un elenco di editiones principes suddivise per lingua. Avvertenza:
- Le sezioni delle opere latine sono state scorporate per la loro mole;
- La sezione delle opere greche è completata da un elenco di "Traduzioni latine precedenti", storicamente rilevanti perché precedettero le editiones principes dei testi greci (il che avvenne in molti casi, sia perché il latino era più conosciuto sia perché i caratteri greci erano rari almeno nel Quattrocento), ma che non sono editiones principes in senso stretto, cioè non furono la prima edizione a stampa del testo originale.

## Opere greche
| Data             | Autore, Opera                                                                      | Tipografo                                | Luogo              | Commenti |
| ---------------- | ---------------------------------------------------------------------------------- | ---------------------------------------- | ------------------ | --- |
| 1480 circa       | Teocrito, Idilli                                                                   |                                          | Milano             | A cura di Bonus Accursius, stampato forse da Giovanni Antonio Onate. Di Teocrito contiene soltanto 12 idilli; i restanti furono pubblicati da Aldo Manuzio nel 1496 (v. infra). |
| 1480 circa       | Esiodo, Le opere e i giorni                                                        |                                          | Milano             | A cura di Bonus Accursius, stampato forse da Giovanni Antonio Onate. Di Teocrito contiene soltanto 12 idilli; i restanti furono pubblicati da Aldo Manuzio nel 1496 (v. infra). |
| 1486             | Omero, Batracomiomachia                                                            | Laonico                                  | Venezia            | È la prima edizione con data certa, essendo datata nel colophon 22 aprile 1486. Esiste però un'edizione senza note tipografiche, il cui unico esemplare superstite è conservato nella John Rylands University Library, che Robert Proctor attribuisce a Tommaso Ferrando di Brescia, collocandola cronologicamente attorno al 1474. |
| 1488             | Omero, Opera omnia                                                                 | Demetrius Damilas                        | Firenze            | A cura di Demetrio Calcondila (Δημήτριος Χαλκοκονδύλης). Il libro fu stampato usando i caratteri greci che Demetrius Damilas aveva precedentemente usato a Milano. Il progetto editoriale fu completato grazie al supporto finanziario di Giovanni Acciaiuoli e al patronato di Neri e Bernardo de' Nerli insieme a Piero de' Medici, al quale venne dedicato in prefazione. Oltre all'Iliade e all'Odissea, l'edizione include anche i cosiddetti Inni omerici e la Batracomiomachia. Data nel colophon: 9 dicembre 1488. |
| 1493             | Isocrate                                                                           | Ulrich Scinzenzeler                      | Milano             | A cura di Demetrio Calcondila. |
| 1495             | Teodoro Prodromo, Galeomyomachia                                                   | Aldo Manuzio                             | Venezia            | Pubblicata anonima e senza data, con una prefazione di Aristobulo Apostolio. Trattasi di una delle primissime e più rare aldine. |
| 1495 circa       | Museo, Ero e Leandro                                                               | Aldo Manuzio                             | Venezia            | Senza data. Al colophon: «Ἐγράφη ἐν Ἐνετίαις δαπάνῃ καὶ δεξιότητι Ἄλδου τοῦ φιλέλληνος καὶ Ῥωμαίου», "Fu scritto a Venezia a spese e con la destrezza di Aldo filelleno e romano". Contiene anche la traduzione latina di Marco Musuro, forse stampata dopo. |
| 1495-1498        | Aristotele, Opera                                                                  | Aldo Manuzio                             | Venezia            | Comprende tutte le opere di Aristotele in cinque volumi, tranne la Poetica e la Retorica, e quelle di Teofrasto, tranne i Caratteri. Si tratta della prima opera completa uscita dalla tipografia di Aldo Manuzio. L'edizione verrà sostituita definitivamente solo nel XIX secolo, con quelle di I. Bekker e J. G. Schneider. |
| 1496 (1495 m.v.) | Teocrito, Idilli                                                                   | Aldo Manuzio                             | Venezia            | Contiene 30 idilli, di cui dodici erano già stati pubblicati nel 1480 circa (v. supra) e sette erano stati latinizzati da Martino Filetico nel 1482 (v. infra). Comprende altre opere di Esiodo, Teognide e Dionisio Catone. |
| 1496             | Apollonio Rodio, Le Argonautiche                                                   | Lorenzo Alopa                            | Firenze            | A cura di Giano Lascaris. |
| 1496             | Luciano di Samosata, Dialoghi                                                      | Lorenzo Alopa                            | Firenze            | A cura di Giano Lascaris. |
| 1496             | Manuele Crisolora, Erotemata                                                       | Lorenzo Alopa                            | Firenze            | |
| 1497             | Zenobio, Proverbi                                                                  | Filippo Giunti                           | Firenze            | Al colophon: «Impressum Florentie: impensis ac cura Philyppi de zunta Florentini. Anno domini. m.cccc.lxxxxvii.». È il primo libro pubblicato da Filippo Giunti il Vecchio e per Massimo Ceresa fu da lui stampato utilizzando i caratteri greci di Bartolomeo de' Libri, mentre per altri repertori fu stampato da quest'ultimo o da Benedetto Riccardini. |
| 1498             | Aristofane, Commedie                                                               | Aldo Manuzio                             | Venezia            | A cura di Marco Musuro, che scrisse la Prefazione ed inserì dotti scholia a margine del testo. |
| 1499             | Alcifrone, Lettere                                                                 | Aldo Manuzio                             | Venezia            | A cura di Marco Musuro. Sta in: Epistolae diversorum philosophorum, oratorum, rhetorum sex & viginti. Contiene solo le lettere che nelle edizioni moderne costituiscono i primi due libri. Altre settantadue lettere, provenienti da manoscritti viennesi e vaticani, sono state pubblicate nel 1715 (v. infra) da Stephan Bergler, a costituirne il terzo libro. |
| 1499             | Suida                                                                              | Giovanni Bissoli e Benedetto Dolcibelli  | Milano             | A cura e a spese di Demetrio Calcondila. Al colophon: «Impressum Mediolani impensa & dexteritate d. Demetrii Chalcondyli, Ioannis Bissoli, Benedicti Mangii Carpensium, 1499 die XV novembris». La tiratura fu di 800 copie, al prezzo di vendita di 4 scudi d'oro ciascuna. |
| 1502             | Sofocle                                                                            | Aldo Manuzio                             | Venezia            | |
| 1502             | Giulio Polluce, Onomastikon                                                        | Aldo Manuzio                             | Venezia            | |
| 1503             | Euripide                                                                           | Aldo Manuzio                             | Venezia            | |
| 1503             | Erodiano, Storia dell'impero dopo Marco Aurelio                                    | Aldo Manuzio                             | Venezia            | Al colophon: «Venetiis, in Aldi Neacademia, mense octobri M.D.III». Contiene anche opere di Senofonte [et al.]. |
| 1504             | Quinto Smirneo                                                                     | Aldo Manuzio                             | Venezia            | |
| 1504             | Demostene, Orazioni                                                                | Aldo Manuzio                             | Venezia            | A cura di Scipione Carteromaco. Al colophon: «Venetiis in aedib. Aldi mense Novem. M.D.IIII». Esiste una reimpressione, fatta dallo stesso Aldo sempre con la data del 1504, ma con differenze nella marca tipografica sul frontespizio, che dai bibliografi è assegnata cronologicamente al 1513 circa. |
| 1508             | Rhetores Graeci                                                                    | Aldo Manuzio                             | Venezia            | Due volumi, contenenti, tra l'altro, la Poetica e la Retorica di Aristotele. |
| 1509             | Plutarco, Moralia                                                                  | Aldo Manuzio e Andrea Asolano            | Venezia            | Contiene Opuscula LXXXXII. A cura di Demetrius Ducas. Al colophon: «Venetiis, in aedibus Aldi & Andreae Asulani soceri, mense Martio M.D.IX». |
| 1513             | Lisia                                                                              | Aldo Manuzio                             |                    | |
| 1513             | Pindaro                                                                            | Aldo Manuzio                             |                    | |
| 1513             | Licofrone                                                                          | Aldo Manuzio                             |                    | |
| 1513             | Platone                                                                            | Aldo Manuzio                             | Venezia            | A cura di Marco Musuro. |
| 1514             | Esichio, Lexicon                                                                   | Aldo Manuzio                             | Venezia            | A cura di Marco Musuro. Fu ristampata nel 1520 e 1521 con leggere revisioni. |
| 1516             | Senofonte, Opera omnia                                                             | Filippo Giunti                           | Firenze            | Al colophon: «Impressum Florentiae in Aedibus Philippi iuntae florentini anno a salutifera incarnatione. M.D.XVI. Quarto cal. Iunii». |
| 1516             | Nuovo Testamento                                                                   | Johann Froben                            | Basilea            | L'edizione di Erasmo da Rotterdam si intitolava Novum Instrumentum omne (vedi Textus Receptus). Il testo greco del NT del Cardinal Francisco Jiménez de Cisneros - la Bibbia Poliglotta Complutense - fu stampato prima dell'edizione di Erasmo, sebbene la sua pubblicazione venisse ritardata. |
| 1516             | Pausania, Periegesi della Grecia                                                   | eredi di Aldo Manuzio e Andrea Torresano | Venezia            | A cura di Marco Musuro. |
| 1516             | Strabone, Geografia                                                                | eredi di Aldo Manuzio e Andrea Torresano | Venezia            | A cura di Benedetto Tirreno. |
| 1517             | Plutarco, Vite parallele                                                           | Filippo Giunti                           | Firenze            | A cura di Eufrosino Bonini. Con dedica di Angelo Colocci a papa Leone X. Al colophon: «Florentiae in aedibus Philippi iuntae anno virginei partus humanaeque salutis M.D.XVII. die xxvii mensis Augusti». |
| 1518             | Eschilo                                                                            | eredi di Aldo Manuzio e Andrea Torresano | Venezia            | |
| 1520             | Elio Teone, Progymnasmata                                                          | Angelo Barbato                           | Roma               | |
| 1520             | Septuaginta                                                                        |                                          |                    | Bibbia Poliglotta Complutense |
| 1521             | Alcino, Epitoma disciplinarum Platonis                                             | eredi di Aldo Manuzio e Andrea Torresano | Venezia            | A cura di Francesco Torresano. È l'editio princeps del testo originale greco, contenuta in coda all'edizione aldina delle opere di Apuleio, col titolo Isagogicus liber Platonicae philosophiae per Alcinoum philosophum Graece impressus. La traduzione latina di Pietro Balbi era già uscita nel 1469 (v. infra). |
| 1526             | Efestione, Enchiridion de metris                                                   | Bernardo Giunti                          | Firenze            | |
| 1526             | Ireneo di Lione                                                                    |                                          | Basilea            | A cura di Erasmo da Rotterdam. |
| 1525             | Galeno                                                                             | eredi di Aldo Manuzio e Andrea Torresano | Venezia            | |
| 1530             | Polibio, Storie                                                                    | Johann Setzer                            | Haguenau (Alsazia) | A cura di Vincentius Opsopoeus |
| 1533             | Tolomeo, Geografia                                                                 | Hieronymus Froben e Nikolaus Episcopius  | Basilea            | A cura di Erasmo da Rotterdam. Fu preceduta dalla traduzione latina di Jacopo d'Angelo stampata per la prima volta a Vicenza da Hermann Lichtenstein nel 1475 (v. infra). |
| 1533             | Diogene Laerzio                                                                    | Johann Froben                            | Basilea            | |
| 1533             | Euclide, Elementi                                                                  | Johann Herwagen                          | Basilea            | A cura di Simon Grynaeus (1493-1541). |
| 1533             | Teofilo Antecessor, Parafrasi greca delle Istituzioni                              |                                          | Basilea            | A cura di Viglius van Aytta. |
| 1534             | Eliodoro, Etiopiche                                                                | Johann Herwagen                          | Basilea            | A cura di Vincentius Opsopoeus. |
| 1539             | Diodoro Siculo, Biblioteca storica, XVI-XX                                         | Johannes Oporinus                        | Basilea            | A cura di Vincentius Opsopoeus. Contiene solo cinque dei quindici libri superstiti; gli altri dieci furono pubblicati nel 1559 (v. infra). |
| 1544             | Eusebio, Historia Ecclesiastica e Vita Constantini                                 | Robert Estienne                          | Parigi             | Unico volume in-folio, contenente opere di Eusebio, Socrate, Sozomeno, Evagrio Scolastico, Teodoreto di Cirro e Teodoro Lettore. I manoscritti usati sembrano esser stati il Codex Regius e il Codex Medicaeus. |
| 1544             | Socrate Scolastico                                                                 | Robert Estienne                          | Parigi             | Unico volume in-folio, contenente opere di Eusebio, Socrate, Sozomeno, Evagrio Scolastico, Teodoreto di Cirro e Teodoro Lettore. I manoscritti usati sembrano esser stati il Codex Regius e il Codex Medicaeus. |
| 1544             | Sozomeno                                                                           | Robert Estienne                          | Parigi             | Unico volume in-folio, contenente opere di Eusebio, Socrate, Sozomeno, Evagrio Scolastico, Teodoreto di Cirro e Teodoro Lettore. I manoscritti usati sembrano esser stati il Codex Regius e il Codex Medicaeus. |
| 1544             | Evagrio Scolastico                                                                 | Robert Estienne                          | Parigi             | Unico volume in-folio, contenente opere di Eusebio, Socrate, Sozomeno, Evagrio Scolastico, Teodoreto di Cirro e Teodoro Lettore. I manoscritti usati sembrano esser stati il Codex Regius e il Codex Medicaeus. |
| 1544             | Teodoreto di Cirro, Historia Ecclesiastica                                         | Robert Estienne                          | Parigi             | Unico volume in-folio, contenente opere di Eusebio, Socrate, Sozomeno, Evagrio Scolastico, Teodoreto di Cirro e Teodoro Lettore. I manoscritti usati sembrano esser stati il Codex Regius e il Codex Medicaeus. |
| 1544             | Teodoro Lettore, Excerpta dalla sua Historia Ecclesiastica perduta                 | Robert Estienne                          | Parigi             | Unico volume in-folio, contenente opere di Eusebio, Socrate, Sozomeno, Evagrio Scolastico, Teodoreto di Cirro e Teodoro Lettore. I manoscritti usati sembrano esser stati il Codex Regius e il Codex Medicaeus. |
| 1544             | Eusebio, Demonstratio Evangelica                                                   | Robert Estienne                          | Parigi             | |
| 1544             | Flavio Giuseppe, Opera omnia                                                       | Hieronymus Froben e Nikolaus Episcopius  | Basilea            | A cura di Arnoldus Arlenius Peraxylus (ca. 1510-1582), noto anche come Arnoud de Lens, filosofo e umanista olandese. |
| 1545             | Claudio Eliano, Variae Historiae                                                   | Antonio Blado                            | Roma               | A cura di Camillo Perusco. |
| 1545             | Ps.-Melampus, Divinatio ex palpitatione                                            | Antonio Blado                            | Roma               | A cura di Camillo Perusco. |
| 1545             | Euripide, Elettra                                                                  |                                          | Roma               | A cura Piero Vettori. |
| 1546             | Eusebio, Praeparatio evangelica                                                    | Robert Estienne                          | Parigi             | |
| 1546-1547        | Dionigi di Alicarnasso, Antichità romane                                           | Robert Estienne                          | Parigi             | |
| 1548             | Porfirio, De abstinentia                                                           | Giunti                                   | Firenze            | A cura di Piero Vettori. Il volume conteneva anche le Sententiae di Porfirio, la Vita Porphyrii di Eunapio (che fa parte delle sue Vitae sophistarum) e i Commentari al De Partibus Animalium di Aristotele di Michele di Efeso. |
| 1551             | Appiano di Alessandria, Historia Romana, VIII, XI-XVII.                            | Charles Estienne                         | Parigi             | A cura dello stesso Carolus Stephanus. Mancano i libri VI (Iberico) e VII (Annibalico), che furono editi nel 1557 a Ginevra da Henri Estienne, e il libro IX (Illirico), che fu edito nel 1599 ad Augusta da Hans Schultes a cura di David Höschel. |
| 1551 circa       | Dione Crisostomo, Orazioni                                                         | Federico Torresano                       | Venezia            | Senza data. |
| 1552             | Filone di Alessandria, Opera varia                                                 | Adrianus Turnebus e Robert Estienne      | Parigi             | A cura dello stesso Adrien Turnèbe. Per altre opere varie di Filone in traduzione latina, vedi 3.1 (1527). |
| 1552             | Teofrasto, I Caratteri                                                             | eredi di Aldo Manuzio                    | Venezia            | A cura di Giovanni Battista Camozzi, nel tomo IV della cosiddetta Aldina altera delle opere di Aristotele. |
| 1553             | Sinesio di Cirene, Opera varia                                                     | Adrien Turnèbe                           | Parigi             | A cura dello stesso Adrianus Turnebus. |
| 1554             | Anacreonte                                                                         | Henri Estienne                           | Parigi             | A cura dello stesso Henricus Stephanus. Sono le cosiddette Anacreontee. |
| 1554             | Proclo, Paraphrasin Tetrabibli                                                     |                                          | Basilea            | A cura di Filippo Melantone. |
| 1554             | Corpus Hermeticum                                                                  | Guillaume Morel presso Adrianus Turnebus | Parigi             | L'opera fu stampata in greco con traduzione latina a fronte. È composta da 18 libri: i primi 14 appartengono a un manoscritto bizantino dell'XI secolo. Nel 1482 Ludovico Lazzarelli aggiunse tre libri (l'Asclepio). Nel 1554 il Turnebus pubblicò per primo il testo greco. Inserì dopo il XIV libro un altro trattato, pertanto i tre libri del Lazzarelli furono numerati XVI, XVII e XVIII. La versione latina dei primi quattordici libri è quella realizzata da Ficino nel 1460-63 (Pimander).                      |
| 1558             | Marco Aurelio, Meditationes                                                        | Andreas Gessner                          | Zurigo             | A cura di Conrad Gessner, con la traduzione latina di Guilielmus Xylander. Titolo al frontespizio: De seipso seu vita sua libri XII. Data nella prefazione. |
| 1559             | Diodoro Siculo, Biblioteca storica, I-V e XI-XV                                    | Henri Estienne                           | Ginevra            | A cura dello stesso Henricus Stephanus. Contiene tutti e quindici i libri superstiti, cinque dei quali (XVI-XX) erano però già stati pubblicati nel 1539 (v. supra), mentre una traduzione latina dei primi cinque era stata edita nel 1472 (v. infra). |
| 1567             | Ipparco di Nicea, In Arati et Eudoxi Phaenomena commentarium                       |                                          | Firenze            | A cura di Piero Vettori. |
| 1569             | Nonno di Panopoli, Dionysiaca                                                      | Christophe Plantin                       | Anversa            | A cura di Gerardus Falckenburg (ca. 1538-1578). |
| 1573             | Eliodoro di Larissa, Capita opticorum                                              | Giunti                                   | Firenze            | Testo critico e traduzione latina a cura di Egnazio Danti. |
| 1580             | Plotino, Enneadi                                                                   | Pietro Perna                             | Basilea            | Con la traduzione latina di Marsilio Ficino. |
| 1581             | Giovanni Ciparissiota, Expositio materiaria eorum quae de Deo a theologis dicuntur | Domenico Basa                            | Roma               | Con la traduzione latina di Francisco Torres. |
| 1598             | Longo Sofista, Dafni e Cloe                                                        | Filippo Giunti                           | Firenze            | |
| 1601             | Fozio I di Costantinopoli, Biblioteca                                              |                                          | Augusta (Germania) | A cura di David Höschel. |
| 1612             | Diogeniano, Proverbia                                                              |                                          | Anversa            | A cura di Andreas Schottus. |
| 1615             | Chronicon Paschale                                                                 |                                          | Monaco             | A cura di Matthäus Rader. |
| 1616             | Niceforo I di Costantinopoli, Breviarium historicum                                | Sébastien Chappelet                      | Parigi             | A cura di Denis Pétau. |
| 1621             | Sesto Empirico, Opera omnia                                                        | Pierre e Jacques Chouet                  | Ginevra            | Sul frontespizio: «Graece nunc primum editum». Le traduzioni latine delle Pyrrhoniae hypotyposes e degli Adversus mathematicos furono pubblicate rispettivamente nel 1562 e nel 1569 (v. infra). |
| 1621             | Diofanto di Alessandria, Arithmeticorum libri sex                                  | Sébastien Cramoisy                       | Parigi             | Con la traduzione latina di Guilielmus Xylander. |
| 1623             | Procopio, Storia segreta                                                           | Jean Jullieron                           | Lione              | A cura di Nicolò Alemanni. Pubblicata a spese del libraio e editore romano Andrea Brugiotti. |
| 1630             | Giovanni Filopono, De opificio mundi                                               | Gregor Gelbhaar                          | Vienna             | A cura di Balthasar Cordier (col titolo De mundi creatione). |
| 1633             | Giovanni Climaco, Opera omnia                                                      | Sébastien Cramoisy                       | Parigi             | Con la traduzione latina di Matthäus Rader (1561-1634). |
| 1644             | Arriano, Cynegeticus                                                               |                                          | Parigi             | A cura di Luca Olstenio. |
| 1655             | Teofane Confessore                                                                 | Bartolomeo Javarina                      | Venezia            | A cura di Jacques Goar. |
| 1661             | Ippolito di Roma, De Antichristo                                                   | Marquard Gude                            |                    | Marquard Gude (Gumus) (1635 – 1689), archeologo e accademico classico tedesco. |
| 1678             | Giamblico, De mysteriis Aegyptiorum                                                |                                          | Cambridge (?)      | Thomas Gale, erudito inglese. |
| 1715             | Alcifrone, Lettere                                                                 | Thomas Fritsch                           | Lipsia             | A cura di Stephan Bergler. Sono pubblicate per la prima volta settantadue lettere, provenienti da manoscritti viennesi e vaticani, che costituiscono il terzo libro. I primi due libri erano già stati editi nel 1499 (v. supra). |
| 1715             | Dionisio Trace, Techne grammatike                                                  |                                          | Hamburg            | A cura di Johann Albert Fabricius (come vol. VII della sua Bibliotheca Graeca). |
| 1733             | Giuseppe Genesio                                                                   | Stephan Bergler                          |                    | Stephan Bergler (c. 1680 - 1738) fu un accademico classico e antiquario della Transilvania. |
| 1750             | Caritone, Cherea e Calliroe                                                        | Pieter Mortier                           | Amsterdam          | A cura di Jacques Philippe d'Orville. |
| 1780             | Omero, Inno a Cerere                                                               | Samuel et Johannes Luchtmans             | Leida              | A cura di David Ruhnken (1723-1798). |
| 1791             | San Gregorio II di Agrigento, Libri decem explanationis Ecclesiastae               | Fratelli Coleti                          | Venezia            | Testo critico, traduzione latina e note a cura di Stefano Antonio Morcelli. Comprende anche una traduzione latina della Vita greca di san Gregorio attribuita a Leonzio, abate del monastero di San Saba a Roma. |
| 1850             | Iperide, Contro Demostene                                                          | John W. Parker e George Bell             | Londra             | Edizione da un papiro scoperto a Tebe in Egitto nel 1847, a cura di Churchill Babington. |
| 1853             | Iperide, Per Licofrone e Per Euxenippo                                             | University Press                         | Cambridge          | Edizione da un papiro scoperto a Tebe in Egitto nel 1847, a cura di Churchill Babington. |
| 1891             | Eroda, Mimiambi                                                                    | British Museum                           | Londra             | Edizione da un papiro conservato nel British Museum (P. Lond. Lit. 135), a cura di Frederic George Kenyon. |
| 1891             | Iperide, Contro Filippide                                                          | British Museum                           | Londra             | Edizione da un papiro conservato nel British Museum (P. Lond. Lit. 134), a cura di Frederic George Kenyon. |
| 1897             | Bacchilide, Epinici e Ditirambi                                                    | Horace Hart                              | Oxford             | Edizione da un papiro conservato nel British Museum, a cura di Frederic George Kenyon. |
| 1958             | Menandro, Dyskolos                                                                 | Bibliotheca Bodmeriana                   | Cologny            | Edizione da un papiro della collezione Bodmer, a cura di Victor Martin, con traduzione francese, inglese e tedesca. |

### Traduzioni latine precedenti
| Data       | Autore, Opera | Tipografo                                        | Luogo      | Commenti |
| ---------- | --- | ------------------------------------------------ | ---------- | --- |
| 1466 circa | Giovanni Crisostomo, Nonaginta homiliae in Mattheum                                                              | Johannes Mentelin                                | Strasburgo | Traduzione latina di Giorgio di Trebisonda, eseguita tra il 1448 ed il 1450. |
| 1469       | Alcino, Epitoma disciplinarum Platonis                                                                           | Sweynheym e Pannartz                             | Roma       | Traduzione latina di Pietro Balbi, con dedica a Nicola Cusano. È inclusa nell'editio princeps delle opere di Apuleio, a cura di Giovanni Andrea Bussi (vai a Opere latine - Incunaboli). |
| 1469       | Strabone, Geografia                                                                                              | Sweynheym e Pannartz                             | Roma       | Traduzione latina di Guarino Veronese (libri I-X) e Gregorio Tifernate (libri XI-XVII). A cura di Giovanni Andrea Bussi. |
| 1470 circa | Plutarco, Vite parallele                                                                                         | Ulrich Han                                       | Roma       | Traduzione latina di vari umanisti (tra cui Francesco Filelfo, Giovanni Tortelli, Lapo Biraghi, Donato Acciaiuoli, Antonio Pacini, Guarino Veronese, Leonardo Bruni e altri), a cura di Giovanni Antonio Campano, con dedica all'allora cardinale Francesco Piccolomini. Al colophon: «Imprimit ille [Udalricus Gallus] die: quantum non scribitur anno». |
| 1470       | Eusebio, Praeparatio evangelica                                                                                  | Nicolaus Jenson                                  | Venezia    | Traduzione latina di Giorgio di Trebisonda, eseguita tra il 1448 ed il 1450. L'edizione omette l'ultimo dei 15 libri, a causa dell'utilizzo di un manoscritto incompleto. Iniziando con quella di Andrea Contrario del 1454, questa traduzione fu oggetto di molte critiche. |
| 1471       | Pimander | Gherardo de Lisa (Geraert van der Leye)          | Treviso    | Traduzione latina di Marsilio Ficino su committenza di Cosimo de' Medici, completata nel 1463. Il volume, il cui titolo per esteso è Pimander, sive De potestate et sapientia Dei, è la traduzione di 14 dei 18 testi che compongono il Corpus Hermeticum. |
| 1472       | Diodoro Siculo, Biblioteca storica, I-V                                                                          | Baldassarre Azzoguidi                            | Bologna    | Traduzione latina di Poggio Bracciolini. Contiene solo i primi cinque libri. L'editio princeps del testo originale greco fu pubblicata nel 1559 (v. supra). |
| 1472       | Appiano di Alessandria, Storia romana                                                                            | Vindelino da Spira                               | Venezia    | Traduzione latina di Pier Candido Decembrio. Comprende, oltre alla Praefatio, i libri completi Libico (VIII), Siriaco (XI), Mitridatico (XII) e i cinque delle Guerre civili (XIII-XVII), con frammenti ed excerpta del Celtico (IV) e dell'Illirico (IX). |
| 1472 circa | Diogene Laerzio, Vitae philosophorum                                                                             | Georg Lauer                                      | Roma       | Traduzione latina di Ambrogio Traversari, compiuta tra il 1424 e il 1433. L'edizione è senza note tipografiche. L'editio princeps del testo originale greco fu pubblicata nel 1533 (v. supra). |
| 1473       | Polibio, Historiarum libri quinque in Latiam conuersi linguam                                                    | Sweynheym e Pannartz                             | Roma       | Traduzione latina di Niccolò Perotti. Uscita nel 1473, l'opera fu finita di stampare "giovedì 31 dicembre 1472". |
| 1474       | Omero, Iliade | Henricus Coloniensis & Statius Gallicus          | Brescia    | Traduzione latina di Lorenzo Valla. Data nel colophon: «VIII Kalendas decembris 1474». |
| 1474       | Erodoto, Storie                                                                                                  |                                                  | Venezia    | Traduzione latina di Lorenzo Valla. Nel 1502 anche Aldo Manuzio pubblicò l'opera, utilizzando la traduzione del Valla. |
| 1474       | Eusebii Caesariensis historia ecclesiastica e graeco latine reddita, interprete Rufino                           | Gerardus de Leempt                               | Utrecht    | Traduzione latina di Tirannio Rufino. |
| 1475       | Tolomeo, Geografia                                                                                               | Hermann Lichtenstein                             | Vicenza    | Traduzione latina di Jacopo d'Angelo. Reca la data del 13 settembre 1475. |
| 1475       | Aristotele, Rhetorica                                                                                            | Johannes Stoll e Petrus Caesaris Wagner          | Parigi     | Traduzione latina di Giorgio di Trebisonda, completata tra il 1443 e il 1446. |
| 1480       | Dionigi di Alicarnasso, Antichità romane                                                                         | Bernardino Celeri                                | Treviso    | Traduzione latina di Lampugnino Birago. |
| 1481       | Temistio, De anima                                                                                               |                                                  | Treviso    | Traduzione di Ermolao Barbaro il Giovane, con dedica all'umanista Giorgio Merula. |
| 1482       | Euclide, Elementa                                                                                                | Erhard Ratdolt                                   | Venezia    | Erhard Ratdolt (1442-1528), di Augusta, uno dei primi tipografi tedeschi, fu attivo a Venezia dal 1476 al 1486. |
| 1482 circa | Teocrito, Idilli                                                                                                 | Euchario Silber                                  | Roma       | Traduzione latina di Martino Filetico. Contiene soltanto 7 idilli. L'editio princeps del testo originale greco di 12 idilli fu pubblicata nel 1480 circa e dei restanti nel 1496 (v. supra). |
| 1484       | Platone, Opera omnia                                                                                             | Lorenzo Alopa                                    | Firenze    | Traduzione di Marsilio Ficino. Fu stampato nella tipografia di San Jacopo di Ripoli, a spese di Francesco Berlinghieri e Filippo Valori, allievi del Ficino. Il contratto fu stipulato il 25 gennaio 1483 da Domenico da Pistoia e Lorenzo Alopa per la tiratura di 1025 esemplari, ma, dopo la morte di frate Domenico avvenuta nel luglio 1484, Lorenzo finì da solo di stampare il volume, firmandolo nel colophon (c. SS10v): «Impressum Florentie per Laurentium Venetum». |
| 1484       | Claudio Tolomeo, Quadripartitum. Centiloquium cum commento Hali                                                  | Erhard Ratdolt                                   | Venezia    | Pubblicato il 15 gennaio 1484. Traduzione latina del Tetrabiblos effettuata su esemplari iberici manoscritti del XII secolo. Contiene anche il Centiloquium, attribuito a Tolomeo, consistente in una raccolta di sentenze astrologiche. |
| 1492       | Santa Brigida, Revelationes                                                                                      |                                                  | Lubecca    | Edizione originale in lingua svedese (completata nel 1373), tradotta in latino dal confessore di Santa Brigida, Alfonso de Pecha (1330-1389), e poi stampata nel 1492 dai monaci brigidini di Vadstena. |
| 1498       | Aristotele, Ars poetica                                                                                          |                                                  |            | Traduzione latina di Giorgio Valla. |
| 1503       | Origenis homiliae in Genesim, Exodum, Leviticum, Numeros, Jesum Nave et librum Judicum divo Hieronymo interprete | Aldo Manuzio                                     | Venezia    | Traduzione di Rufino [errata attribuzione a San Girolamo da parte dell'editore]. |
| 1512       | Origenis de principiis, sive de potestatibus libri IV                                                            |                                                  | Parigi     | Traduzione del Perì Archôn. |
| 1527       | Filone di Alessandria                                                                                            | Adam Petri                                       | Basilea    | A cura di Johann Sichard. Prima parte pubblicata da Agostino Giustiniani a Parigi nel 1520. |
| 1562       | Sesto Empirico, Pyrrhoniae hypotyposes                                                                           | Henri Estienne                                   | Ginevra    | Traduzione latina dello stesso Henri Estienne. Sul frontespizio: «Graece nunquam, Latine nunc primùm editum». L'editio princeps del testo originale greco fu pubblicata nel 1621 (v. supra). |
| 1569       | Sesto Empirico, Adversus mathematicos                                                                            | Christophe Plantin                               | Parigi     | Traduzione latina di Gentien Hervet (1499-1584). Sul frontespizio: «Graece nunquam, Latine nunc primum editum». Contiene anche le Pyrrhoniae hypotyposes e l'opera di Galeno Contra academicos & Pyrrhonios. L'editio princeps del testo originale greco fu pubblicata nel 1621 (v. supra). |
| 1575       | Diofanto di Alessandria, Rerum arithmeticarum libri sex                                                          | Eusebius Episcopius & haeredes Nicolai Episcopii | Basilea    | Traduzione latina di Guilielmus Xylander. |

## Opere italiane
| Data  | Autore, Opera                            | Tipografo                | Luogo   | Commenti |
| ----- | ---------------------------------------- | ------------------------ | ------- | --- |
| 1470  | Petrarca, Canzoniere e Trionfi           | Vindelino da Spira       | Venezia | A cura di Cristoforo Berardi? Al colophon: «Finis. M.CCCCLXX». È il primo libro con data certa stampato in italiano. |
| 1470? | Boccaccio, Decameron                     | S.n.t.                   | Napoli? | È la cosiddetta edizione "Deo gratias", perché finisce con tali parole. Pur essendo senza note tipografiche, è ritenuta l'editio princeps. Fu seguita da quelle di Christoph Valdarfer (Venezia 1471) e di Pietro Adamo de' Micheli (Mantova 1472). |
| 1472  | Dante Alighieri, Divina Commedia         | Johannes Numeister       | Foligno | Fu finita di stampare a Foligno l'11 aprile 1472 dal tipografo Johannes Numeister, tedesco di Magonza, coadiuvato da Evangelista Angelini, originario di Trevi. |
| 1472  | Burchiello, Sonetti                      | Chistoph Arnold          | Venezia | Al colophon: «M. xpof. Ar. prutenus Finit B.» (Magister Christoferus Arnoldus Prutenus finit Burchiellum). La stampa fu finanziata da Domenico Siliprandi. |
| 1473? | Cecco d'Ascoli, L'Acerba                 | Tommaso Ferrando         | Brescia | Senza note tipografiche. L'unico esemplare superstite è conservato nella John Rylands University Library. |
| 1473  | Andrea da Barberino, Il Guerrin Meschino | Bartolomeo da Valdezocco | Padova  | |
| 1476  | Fioretti di san Francesco                | Giovanni Leonardo Longo  | Vicenza | Trattasi propriamente di una traduzione italiana trecentesca degli Actus beati Francisci et sociorum eius. È Il primo incunabolo dei Fioretti con data certa e perciò ne è ritenuto l'editio princeps, ma potrebbe essere stato preceduto da un'altra edizione dello stesso tipografo che stampò il Liber Apocalipsis a Roma attorno al 1469, identificabile con Ulrich Han o Sixtus Riessinger. |
| 1477  | Boccaccio, Trattatello in laude di Dante | Vindelino da Spira       | Venezia | Editio princeps della Vita di Dante del Boccaccio, contenuta nella quinta edizione assoluta della Divina Commedia e la prima commentata, a cura di Cristoforo Berardi di Pesaro. Incipit: «Qui comincia la vita e costumi dello excellente poeta vulgari Dante alighieri di firenze honore e gloria delidioma fiorentino. Scripto e composto per lo famosissimo homo missier giouani Bocchacio da certaldo». In un sonetto al colophon: «De Spiera vendelin fu il stampatore / del mille quattrocento e settantasetti / correuan gli anni del nostro signore». |
| 1500  | Caterina da Siena, Lettere               | Aldo Manuzio             | Venezia | A cura di Bartolomeo Alzano. |

## Opere in altre lingue
| Data      | Autore, Opera             | Tipografo          | Luogo      | Commenti |
| --------- | ------------------------- | ------------------ | ---------- | --- |
| 1466      | Bibbia                    | Johannes Mentelin  | Strasburgo | Stampata in tedesco, è la prima traduzione della Bibbia in una lingua volgare.                                         |
| 1520-1523 | Talmud                    | Daniel Bomberg     | Venezia    | Si veda la voce Stampa e pubblicazione del Talmud di Bomberg.                                                          |
| 1524-1525 | Bibbia (HE)               | Daniel Bomberg     | Venezia    | L'edizione include note masoretiche, i Targum aramaici e il commentario di Rashi. Si veda la voce Mikraot Gedolot.     |
| 1549      | Sefer Yetzirah            |                    | Mantova    | L'edizione include la redazione corta con 5 commentari e in appendice la redazione lunga. Si veda la voce Manoscritti. |
| 1593      | Avicenna, Canon medicinae | Tipografia Medicea | Roma       | In arabo. |

### Traduzioni latine precedenti
| Data | Autore, Opera             | Tipografo       | Luogo  | Commenti |
| ---- | ------------------------- | --------------- | ------ | --- |
| 1473 | Avicenna, Canon medicinae | Filippo Cavagni | Milano | Traduzione latina di Gherardo da Cremona. Nel vol. III al colophon: «Mediolani, per magistrum Filippum de lauagnia huius artis stampandi in hac urbe primum latorem atque inuentorem, die xij februarij 1473». |

## Galleria d'immagini

Tipografie di incunaboli nel XV secolo. Si conoscono 271 sedi, le più grandi indicate per nome.[99]
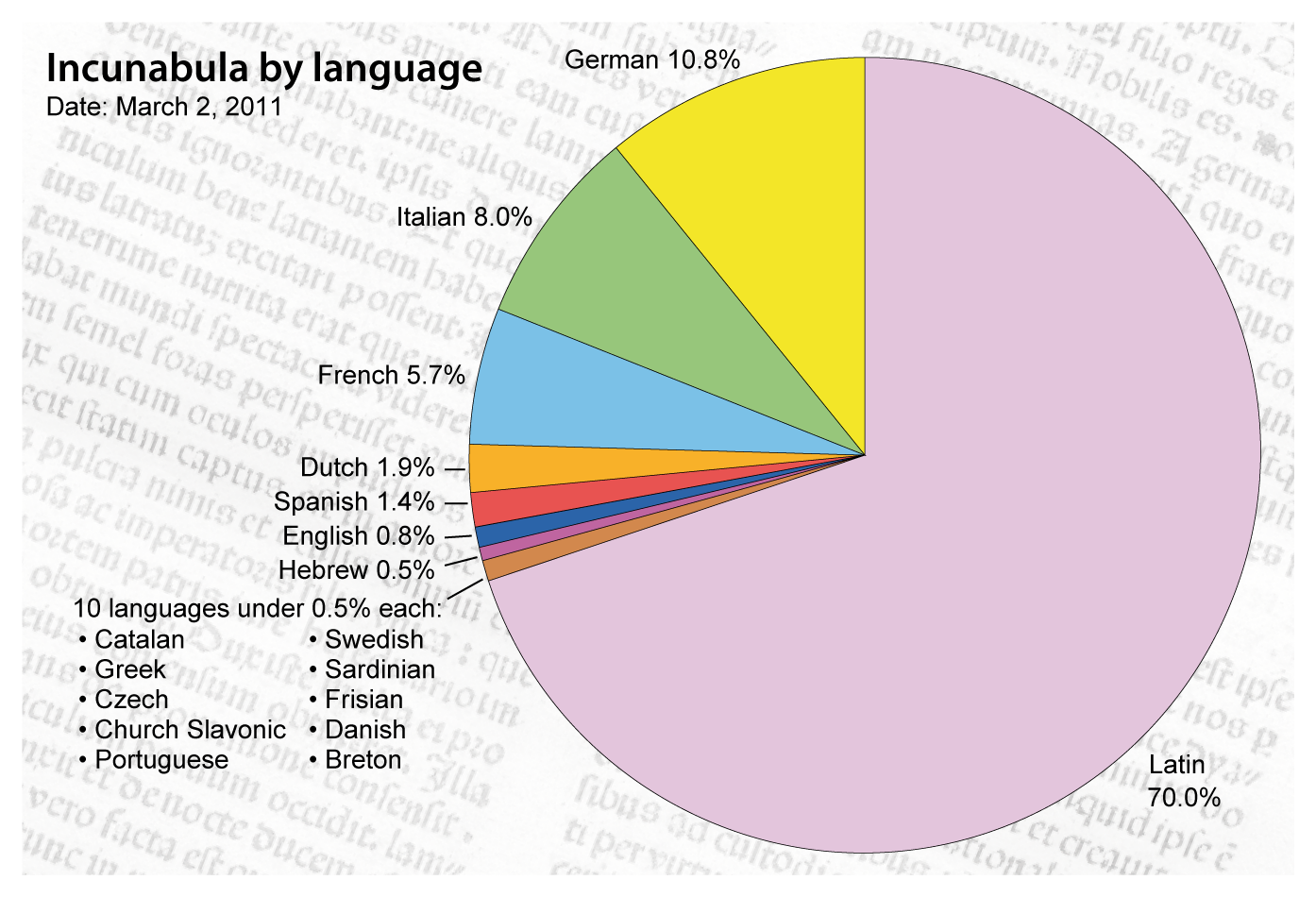
Proporzione dei libri stampati nel XV secolo per lingua.
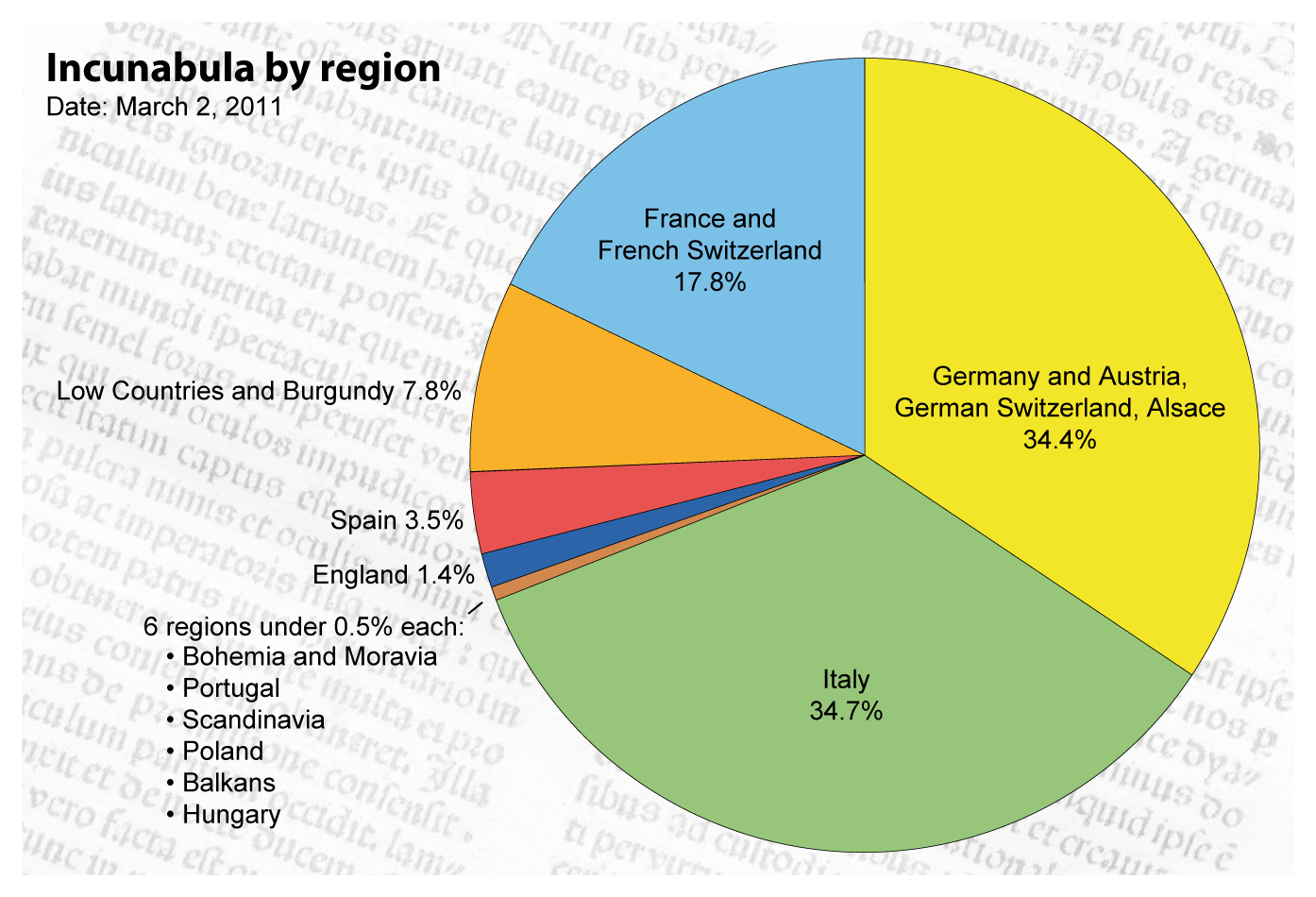
Proporzione dei libri stampati nel XV secolo per regione.
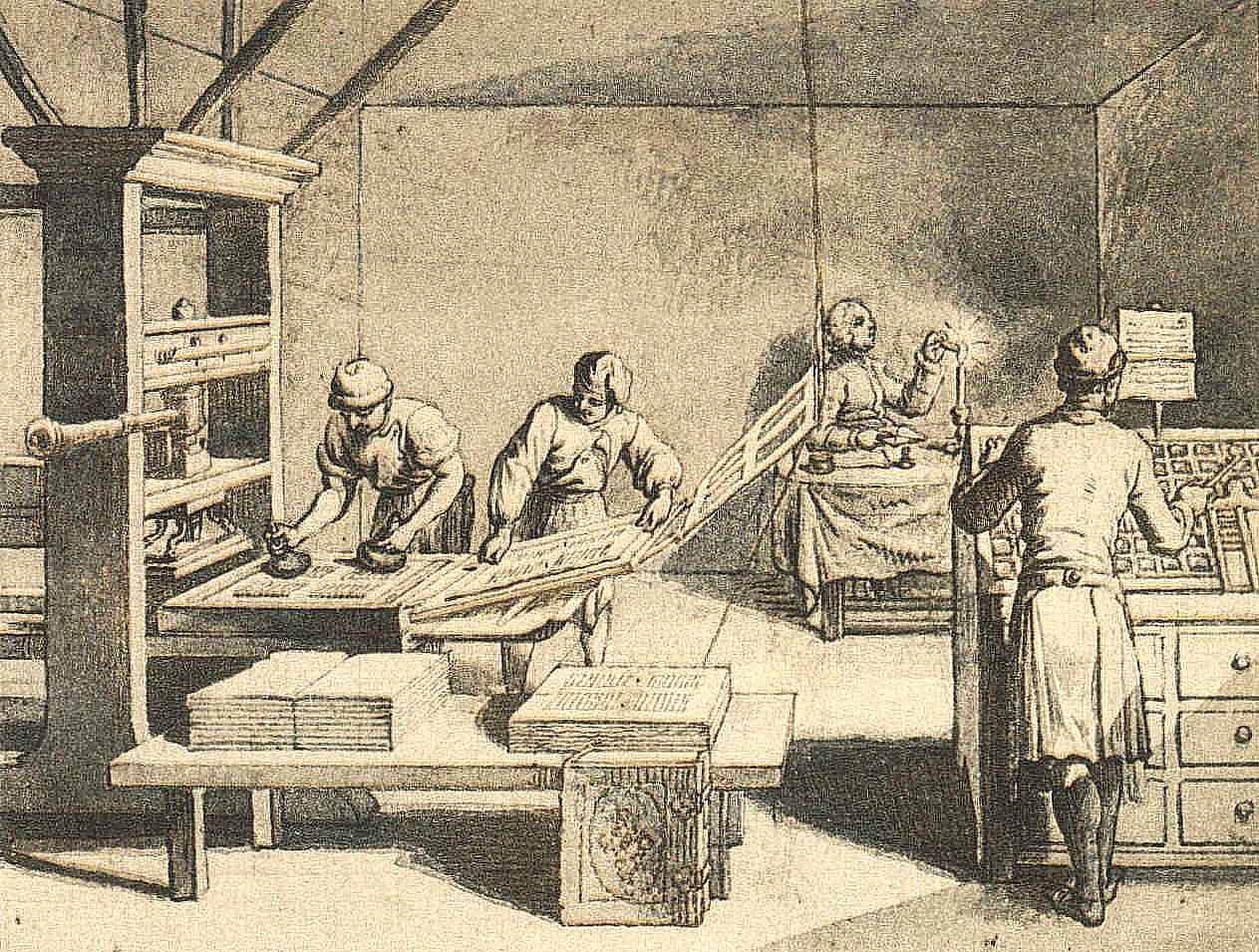
Tipografia, Francoforte sul Meno (1770).
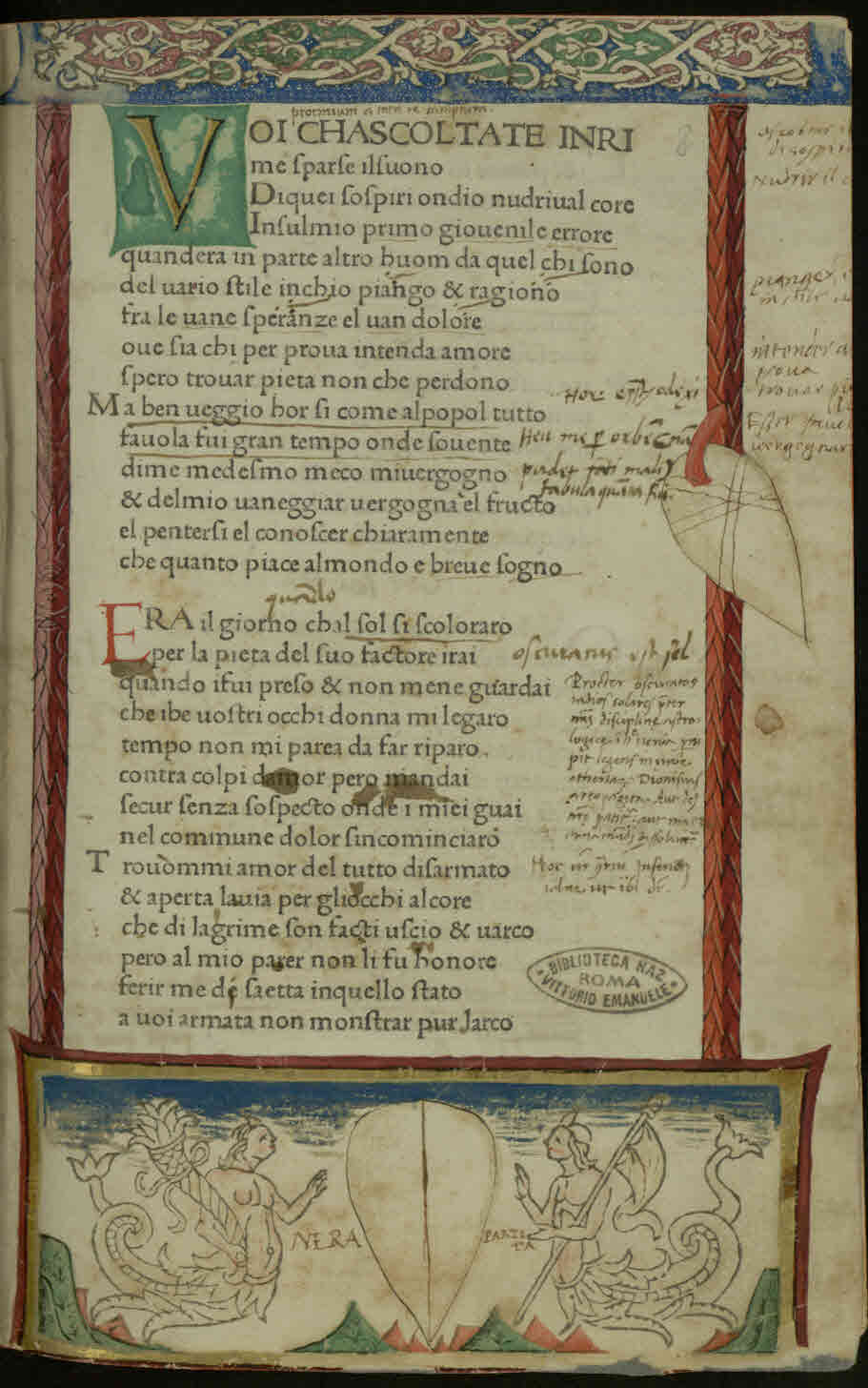
Incipit dell'editio princeps del Canzoniere di Francesco Petrarca  (Venezia 1470).